# Epsilon Columbae
Désignations
Epsilon Columbae est une étoile géante de la constellation de la Colombe. Sa magnitude apparente est de 3,87. Elle est située à environ 263 années-lumière de la Terre.
Epsilon Columbae est une étoile géante rouge de type spectral K1II/III ou K1IIIa. Elle est 258 fois plus lumineuse que le Soleil.